# Hirose-taisha
Hirose-taisha (廣瀬大社) är en shinto-helgedom i Kawai, Nara prefektur. Den nämns i verket engishiki från 900-talet (klassificerad som myōjin-taisha) och var en av De Tjugotvå Helgedomarna. Dess f.d. shakaku-rang var kanpei-taisha (kejserlig helgedom, 1:a rang) och den räknas nu till en av shintoförbundets beppyō-jinja (speciella helgedomar). Den har tidigare kallats Hirose-jinja.

## Dedikering
Helgedomen är dedikerad till följande tre kami.
Huvudkami
- Wakaukanome-no-Mikoto
Även känd som "Hirose-Ōimi-no-Kami". Enligt lokal tradition ska denna kami vara den samma som Toyōkehime-no-Ōkami i Ise-jingūs gekū samt Ukanomitama-no-Kami i Fushimi Inari-taisha. Den sägs även vara relaterad till Tatsuta-no-Kaze-no-Kami i Tatsuta-taisha.

Andra kami
- Kushitama-no-Mikoto
Enligt lokal tradition är detta samma som Nigihayahi-no-Mikoto. Helgedomens traditionella prästfamilj, Higuchi[1], härstammar från Mononobesläkten vilken i sin tur påstås härstamma från denna kami. På Higuchis släktgård finns en liten helgedom dedikerad till Nigihayahi.
- Honoikazuchi-no-Mikoto

## Historia

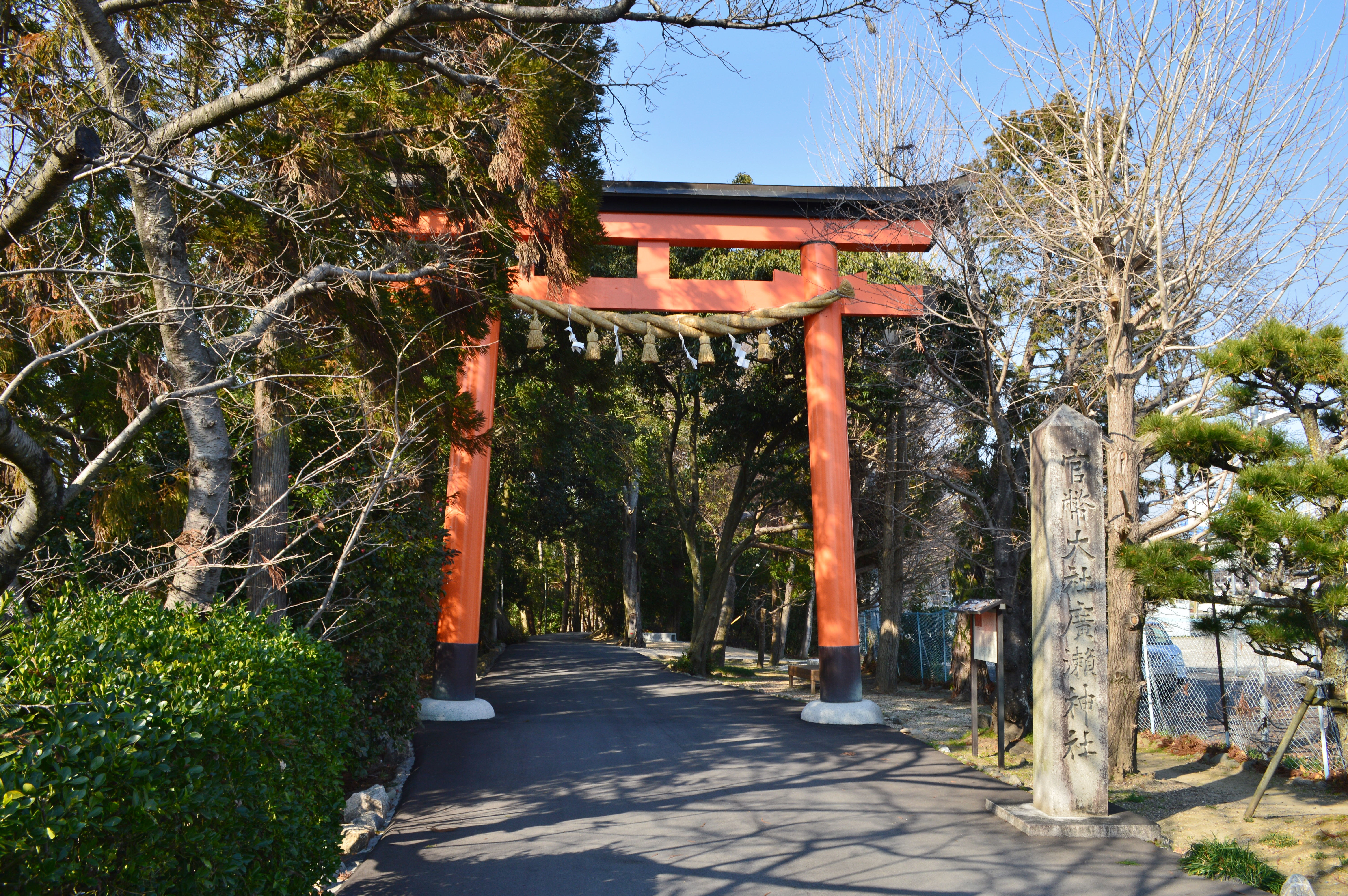
Stora toriin

Då Hirose-jinja är belägen där merparten av floderna i Nara-området flyter samman är det en plats som sedan länge ägnats åt vattendyrkan. Enligt lokal tradition sträcker sig denna dyrkan tillbaka till Kejsar Sujins tid, under det första århundradet f.Kr. Det sägs då att hövdingen i byn Kawai började se syner av en kami, och att ett träsk förvandlades till fast mark bevuxen med tachibana-apelsiner över en natt. Efter att denna historia förmedlats till kejsaren byggdes en helgedom på platsen, där dess kami dyrkades som Ōmiketsu-Kami. Den omnämns som Hirose-no-Mizu-no-Kami (Hiroses vattengud), jämte Tatsuta-no-Kaze-no-Kami (Tatsutas vindgudar). I Nihon Shoki står det nedskrivet att man bad till Ōimi-no-Kami vid åkröken i Hirose, samt till Kaze-no-Kami vid en allmänning i Tatsuta den 10 april 675. Detta anses vara ursprunget till Ōimi-sai, en festival som hålls vid helgedomen varje år i april och juli.
I verket engishiki från år 927 står det att helgedomen klassificerades som myōjin-taisha, och blev i samband med de kejserliga ritualerna tsukinami-no-matsuri och niiname-no-matsuri tilldelat heihaku.
Helgedomens huvudkami hade år 822 rangen ju go-i no ge (mindre femte rang, lägre grad). År 850 räknades den som ju go-i no jō (mindre femte rang, övre grad) och år 852 hade den befordrats till ju shi-i no ge (mindre fjärde rang, lägre grad). Upphöjningarna fortsatte med ju san-mi (mindre tredje rang) senare det året, shō san-mi (större tredje rang) år 859, och den nådde slutligen högsta rangen, shō ichi-i (större första rang) år 1081. Senare blev den även en av De Tjugotvå Helgedomarna.
Under Muromachi-perioden ägde Hirose-taisha över 500 byar, men dessa blev beslagtagna av Hosokawa Masamotos vassal Akazawa Tomotsune år 1506, när han brände ner helgedomen och därmed förstörde dess skatter och historiska dokument. Under Tenshō-perioden konfiskerades Hirose-taishas landegendomar.
År 1871, i början av Meiji-perioden blev helgedomen klassificerad som kanpei-taisha (kejserlig helgedom, 1:a rang). Efter andra världskriget blev den kallad Hirose-taisha.
År 1948 blev den en av shintoförbundets beppyō-jinja (speciella helgedomar).
Inom helgedomens område finns fältartilleri samt granater utställda, vilka beslagtagits från den ryska armén under det rysk–japanska kriget.

## Område

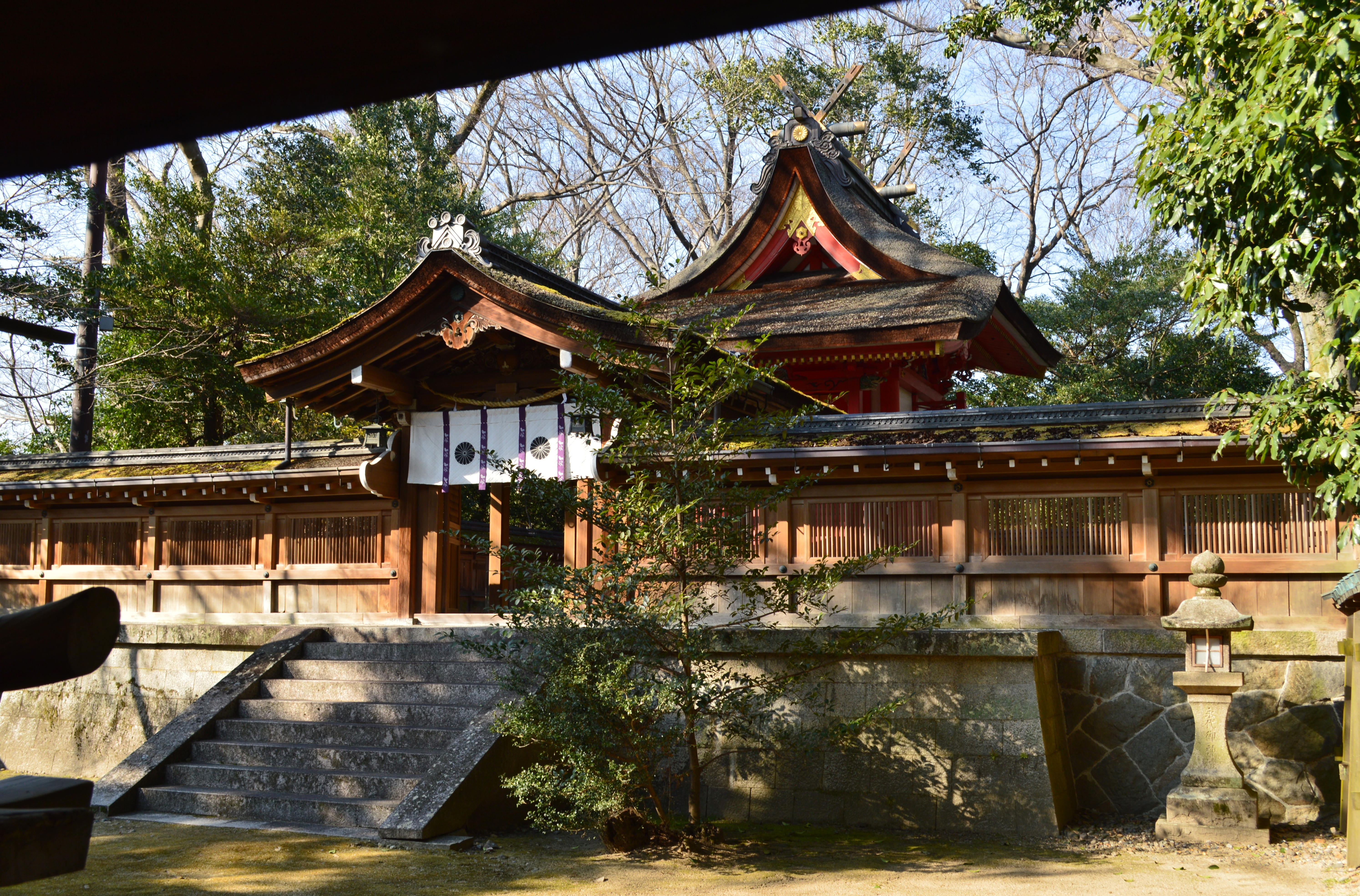
Honden

- Honden (utsedd till viktig kulturegendom av Nara prefektur) - Ombyggd år 1711.
- Heiden
- Haiden - Rekonstruktion från Meiji-perioden.
- Shamusho
- Shinmesha
- Fältartilleri inkl. granater dedikerade till helgedomen - Krigsbyte från rysk-japanska kriget  - Haiden

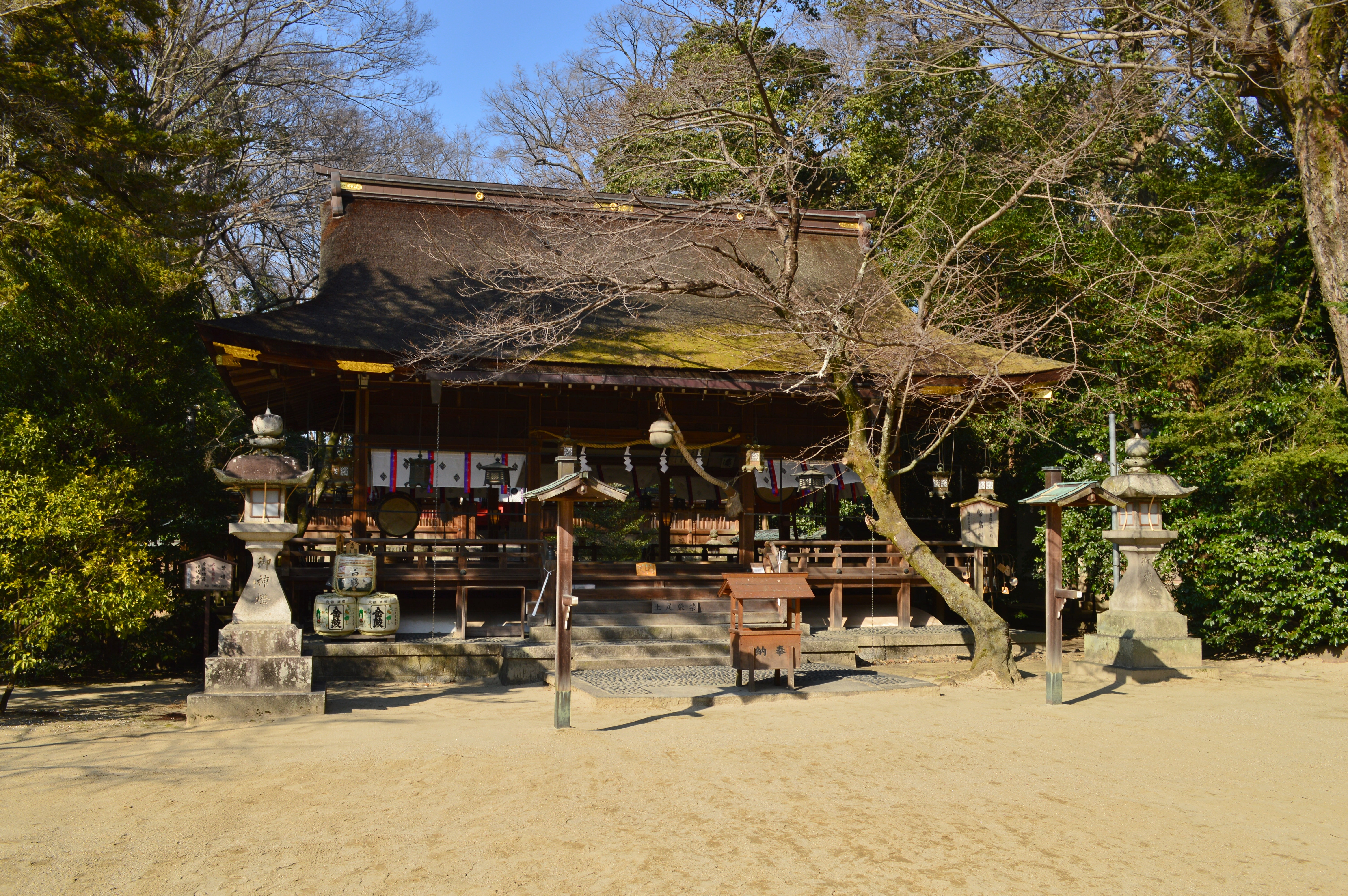
Haiden
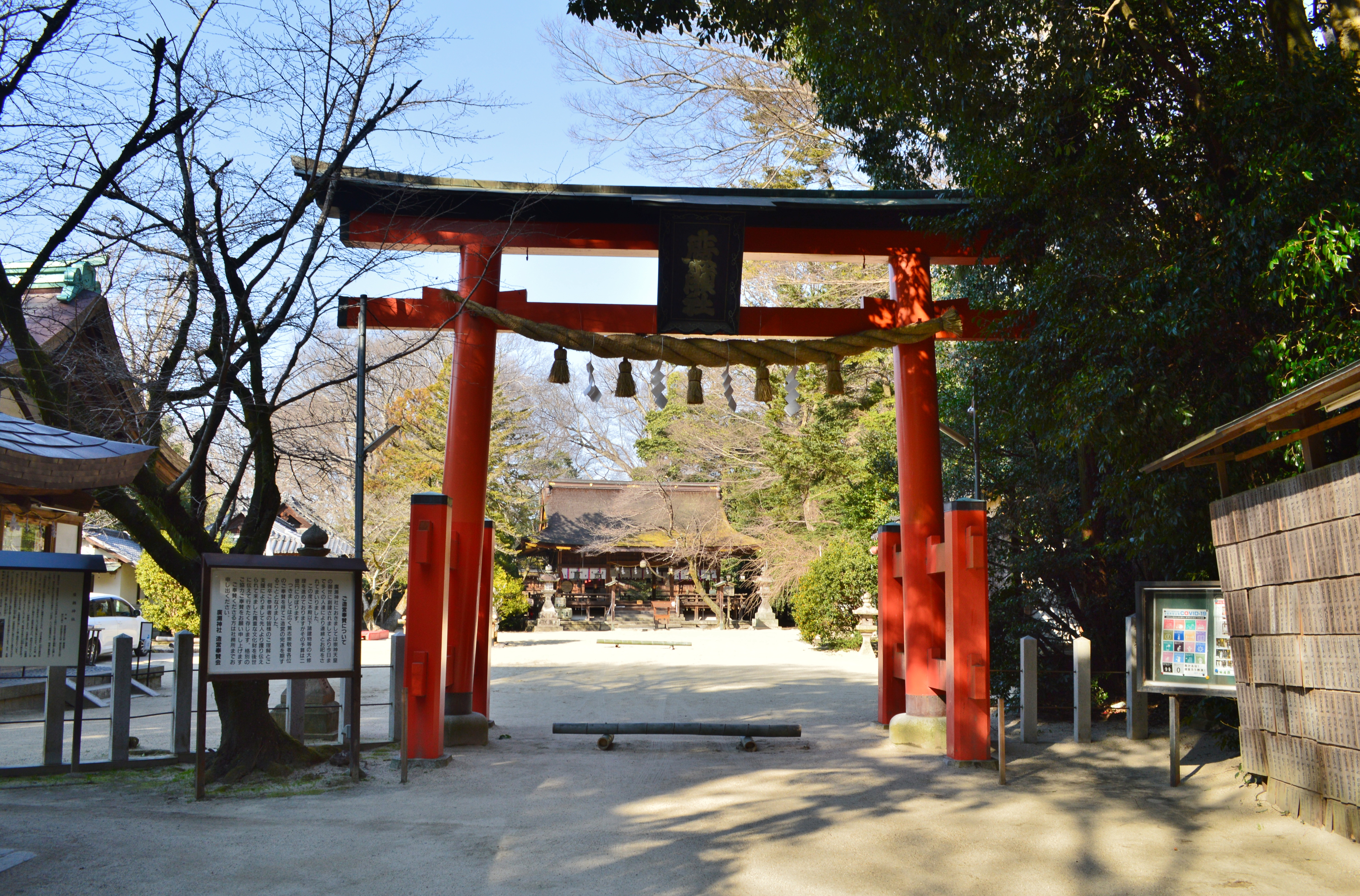
Andra toriin

  - Andra toriin

## Setsumatsusha (mindre helgedomar)

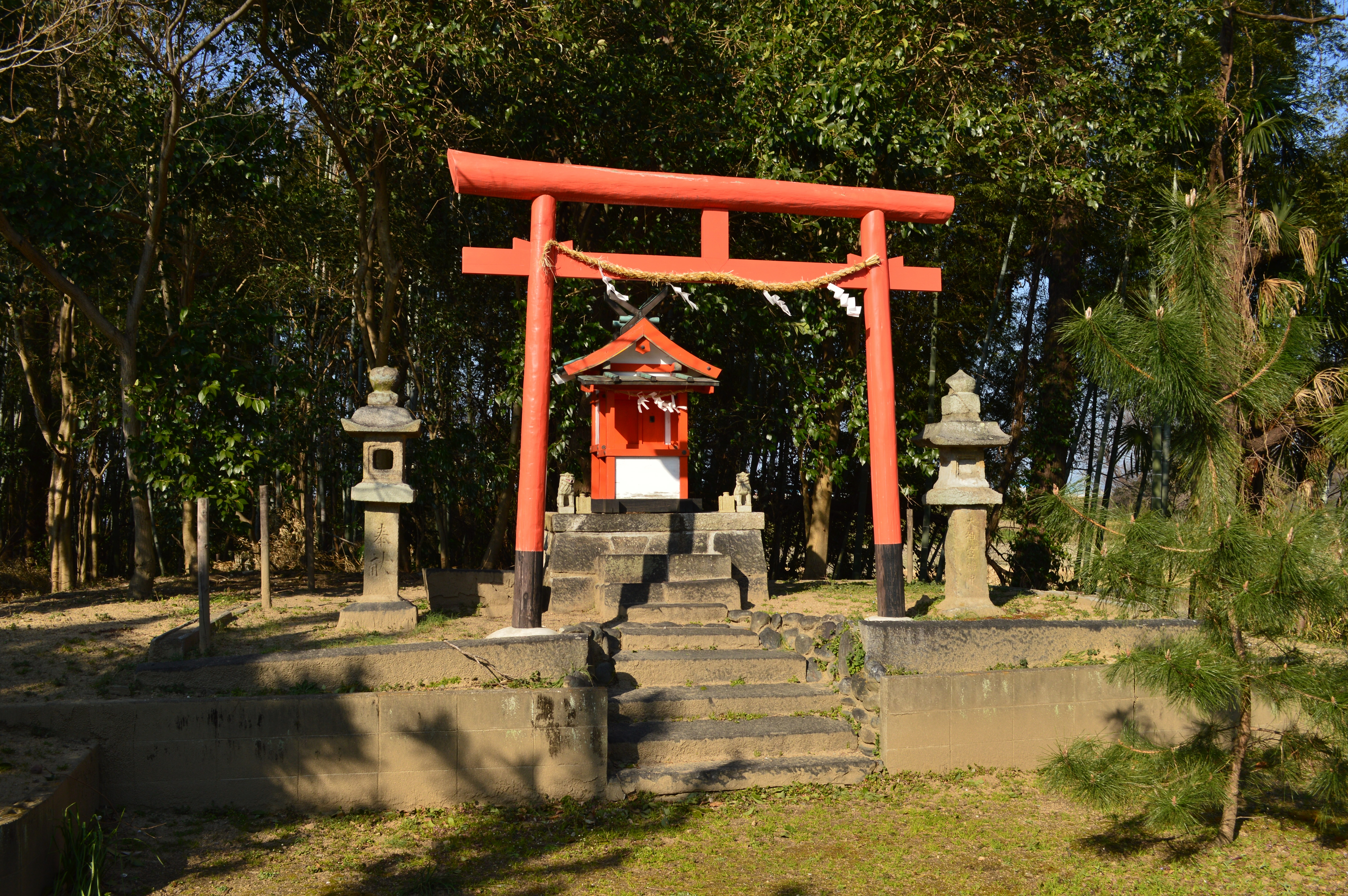
Mikumari-jinja

- Inom området
  - Mizutaru-myōjin
  - Haraedo-sha
  - Sorei-sha
  - Inari-sha
  - Hiyoshi-sha
- Utanför området
  - Nigihayahi-sha
  - Hasshinden-sha
  - Mikumari-jinja

## Huvudsakliga festivaler
- 11 februari, Sunakake-matsuri (risplanterings-festival)
Den härrör från Ōimi-sai, och använder sand som en liknelse för regn. Området framför helgedomens haiden används som ett symboliskt risfält, där ceremoniell risplantering äger rum. Besökare, planterare, samt personer utklädda till kor börjar sedan kasta sand på varandra och på fältet, därav namnet sunakake-matsuri (sandkastnings-festivalen).

## Kulturegendomar

### Materiell kulturegendom utsedd av Nara prefektur
- Honden (byggnad) -  Utsedd 22 mars 1988.

### Immateriell folkkulturell egendom utsedd av Kawai kommun
- Hirose-jinjas sunakake-matsuri (risplanterings-festival) - Utsedd 11 december 2009.

## Relaterade böcker
- 安津素彦・梅田義彦編集兼監修者『神道辞典』神社新報社、1968年、51頁
- 白井永二・土岐昌訓編集『神社辞典』東京堂出版、1979年、295-296頁
- 菅田正昭『日本の神社を知る「事典」』日本文芸社、1989年、187-189頁
- 上山春平他『日本「神社」総覧』新人物往来社、1992年、224-225頁